# Christ unser Herr zum Jordan kam, BWV 7

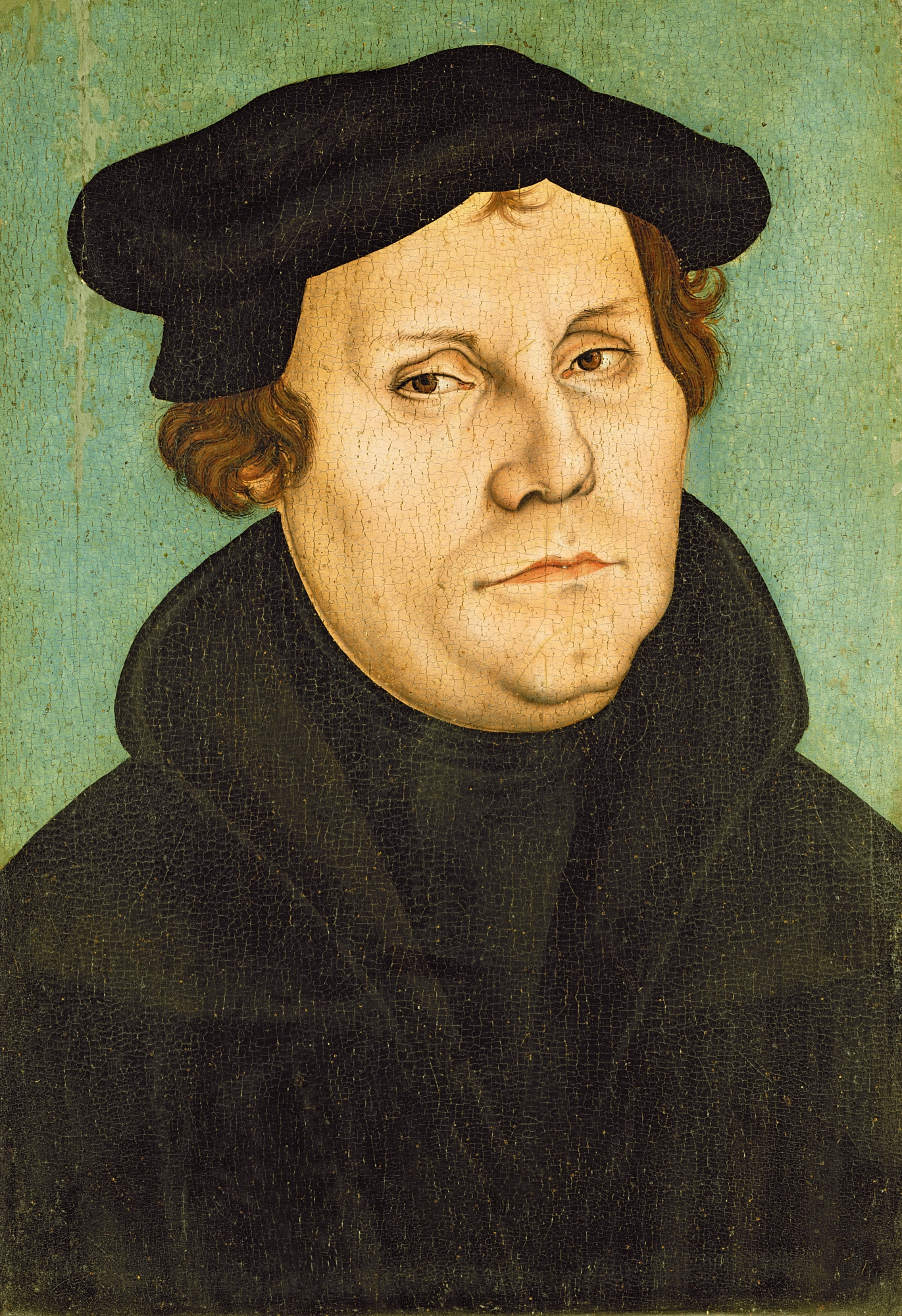
Martín Lutero, autor del himno en que se basa la cantata.

Christ unser Herr zum Jordan kam, BWV 7 (Cristo Nuestro Señor llegó al Jordán) es una cantata de iglesia escrita por Johann Sebastian Bach en Leipzig para el día de San Juan Bautista y estrenada el 24 de junio de 1724. Está basada en el himno homónimo de Martín Lutero.

## Historia
Bach compuso esta obra durante su segundo año como Thomaskantor en Leipzig para el día de San Juan Bautista. Fue la tercera de su segundo ciclo anual de cantatas corales, que había empezado con O Ewigkeit, du Donnerwort, BWV 20 para el primer domingo después de la Trinidad de 1724. La cantata fue interpretada por primera vez el 24 de junio de 1724.

## Análisis

### Texto
Las lecturas establecidas para ese día eran del libro de Isaías, "la voz de un predicador en el desierto" (Isaías 40:1-5), y del evangelio según San Lucas, el nacimiento de San Juan Bautista y el Benedictus de Zacarías (Lucas 1:57-80).
La cantata está basada en el himno "Christ unser Herr zum Jordan kam" de Martín Lutero para el bautismo formado por siete estrofas. La letra se utiliza sin modificaciones en los movimientos 1 y 7. Un poeta desconocido transcribió las ideas de las estrofas de la 2 a la 6 en una secuencia de recitativos y arias. No hizo alusión al evangelio relacionado con el nacimiento del bautista ni al bautismo de Jesús.

### Instrumentación
La obra está escrita para tres solistas vocales (alto, tenor y bajo) y un coro a cuatro voces; dos oboes d'amore, violines solistas (el segundo solo para una interpretación posterior), dos violines, viola y bajo continuo.

### Estructura
Consta de siete movimientos:
1. Coro: Christ unser Herr zum Jordan kam
2. Aria (bajo): Merkt und hört, ihr Menschenkinder
3. Recitativo (tenor): Dies hat Gott klar mit Worten
4. Aria (tenor): Des Vaters Stimme ließ sich hören
5. Recitativo (bajo): Als Jesus dort nach seinen Leiden
6. Aria (alto): Menschen, glaubt doch dieser Gnade
7. Coral: Das Aug allein das Wasser sieht

En el coro inicial el tenor canta la melodía como un cantus firmus, mientras las demás voces cantan contrapunto libre. En la primera cantata del ciclo, O Ewigkeit, du Donnerwort, BWV 20, Bach asignó el cantus firmus de la melodía del coral a la soprano; en la segunda, Ach Gott, vom Himmel sieh darein, BWV 2, a la contralto. El coro de apertura recuerda a un concierto italiano para violín. Mincham describe "la idea persistente, oscilante, ondulante del violín solista". Alfred Dürr compara las secciones vocales, todas con el violín solista, con las secciones solistas de un concierto para violín, que se oponen a las secciones tutti con la orquesta. La figuración del violín se ha llegado a comparar con las olas del río Jordán.
La primera aria es acompañada únicamente por el continuo. Un recitativo secco conduce a un aria, acompañada por dos violines que son señalados como solistas para interpretación posterior. El siguiente recitativo se asigna al bajo en su papel de vox Christi (voz de Cristo) y va acompañado por las cuerdas, de forma similar a las palabras de Jesús en la Pasión según San Mateo de Bach. La referencia a la orden de bautizar se establece como un expresivo arioso. Bach incrementó el número de instrumentos de acompañamiento para las arias, desde solamente bajo continuo hasta dos violines, en el último dos oboes d'amore y las cuerdas. El coral de cierre es un arreglo a cuatro voces.

## Discografía selecta
De esta pieza se han realizado una serie de grabaciones entre las que destacan las siguientes.
- 1966 – Les Grandes Cantates de J.S. Bach Vol. 22. Fritz Werner,  Heinrich-Schütz-Chor Heilbronn, Pforzheim Chamber Orchestra, Barbara Scherler, Georg Jelden, Jakob Stämpfli (Erato)
- 1971 – J.S. Bach: Das Kantatenwerk Vol. 2. Gustav Leonhardt, King's College Choir, Leonhardt-Consort, Paul Esswood, Kurt Equiluz, Max van Egmond (Teldec)
- 1976 – Die Bach Kantate Vol. 40. Helmuth Rilling, Gächinger Kantorei, Bach-Collegium Stuttgart, Helen Watts, Adalbert Kraus, Wolfgang Schöne (Hänssler)
- 1999 – Bach Edition Vol. 9. Cantatas Vol. 4. Pieter Jan Leusink, Holland Boys Choir, Netherlands Bach Collegium, Sytse Buwalda, Nico van der Meel, Bas Ramselaar (Brilliant Classics)
- 1999 – J.S. Bach: Complete Cantatas Vol. 11. Ton Koopman, Amsterdam Baroque Orchestra & Choir, Annette Markert, Christoph Prégardien, Klaus Mertens (Antoine Marchand)
- 2000 – Bach Cantatas Vol. 1. John Eliot Gardiner, Monteverdi Choir, English Baroque Soloists, Lisa Larsson, Nathalie Stutzmann, Christoph Genz, Panajotis Iconomou (Soli Deo Gloria)
- 2002 – J.S. Bach: Cantatas Vol. 22. Masaaki Suzuki, Bach Collegium Japan, Robin Blaze, Jan Kobow, Peter Kooy (BIS)